# 温贝托·马斯基奥
温贝托·马斯基奥（義大利語：Humberto Maschio，1933年2月20日—2024年8月20日），阿根廷、意大利男子足球运动员。他曾代表意大利国家队参加1962年国际足联世界杯。他也曾代表阿根廷参加1955年泛美运动会。

## 榮譽

### 球员生涯
国际米兰
- 義大利足球甲级联赛冠军：1962/63年度

费伦提那
- 義大利杯冠军：1965/66年度
- 米杜柏杯冠军：1966年

竞赛俱乐部
- 阿根廷足球甲级联赛冠军：1966年
- 南美解放者杯冠军：1967年
- 洲际杯冠军：1967年

阿根廷
- 泛美运动会足球比赛金牌：1955年
- 南美足球錦標赛冠军：1957年

### 教練生涯
独立队
- 美洲洲际杯（英语：Copa Interamericana）冠军：1973年
- 南美解放者杯冠军：1973年